# Шриффер, Джон Роберт
Джон Роберт Шри́ффер (англ. John Robert Schrieffer; 31 мая 1931, Ок-Парк, Иллинойс, США — 27 июля 2019) — американский физик, лауреат Нобелевской премии по физике (1972, совместно с Джоном Бардином и Леоном Н. Купером) за создание БКШ-теории, названной по их инициалам.
Член Национальной академии наук США (1971), иностранный член Академии наук СССР (1988).

## Биография
Родился в городе Оук-Парк (штат Иллинойс) в семье Джона Г. Шриффера и Луизы (урождённой Андерсон) Шриффер. В 1940 году семья переезжает в город Манхассет, штат Нью-Йорк, а ещё через девять лет в город Юстис (штат Флорида). Живя во Флориде, Джон любил играть с самодельными ракетами и радио, что и сформировало его интерес к электротехнике.
Окончив Юстисскую среднюю школу, в 1949 году Шриффер поступает в Массачусетский технологический институт, намереваясь стать инженером-электриком. Через два года он избирает своей специальностью физику и в 1953 году получает степень бакалавра под руководством Джона К. Слэтера.
В 1954 году он защищает в университете штата Иллинойс диссертацию, выполненную под руководством Джона Бардина, и получает степень магистра. Диссертация была посвящена исследованию электронной проводимости на поверхности полупроводника. По завершении работы над диссертацией он присоединяется к Бардину в исследовании явления сверхпроводимости и свойств вещества при температурах, близких к абсолютному нулю.
В 1956 году Шриффер, Бардин и Купер разработали теорию сверхпроводимости кристаллических твёрдых тел, основанную на представлении о сверхтекучести куперовских пар электронов.
За вклад в теорию сверхпроводимости Шриффер в 1957 году был удостоен докторской степени в Иллинойском университете.
В 1957—1958 годах на правах постдокторанта Национального научного фонда (США) Шриффер занимался исследованием сверхпроводимости в Бирмингемском университете (Англия) и в Институте Нильса Бора в Копенгагене (Дания).
В Копенгагене в 1960 году он встретил Анне Грете Томсен. Через несколько месяцев они поженились. У них две дочери и сын.
В 1964 году Шриффер публикует свою книгу о теории БКШ «Theory of Superconductivity».
В 1957—1960 годах Шриффер преподавал физику в Чикагском университете, в 1959—1960 годах в университете штата Иллинойс, в 1962 году в Пенсильванском университете, в 1969—1975 годах в Корнеллском университете и с 1975 года — в Калифорнийском университете в Санта-Барбаре. Он занимается также исследованием магнитных свойств материалов, свойств сплавов и поверхностных эффектов.
В 1972 году Шрифферу, Куперу и Бардину была присуждена Нобелевская премия по физике «за созданную их совместными усилиями теорию сверхпроводимости, обычно называемую теорией БКШ».
9 ноября 2005 года был приговорен к двум годам тюремного заключения за неумышленное убийство (автокатастрофу по его вине).
Помимо Нобелевской премии Шриффер удостоен многочисленных наград, в том числе медали Джона Эрикссона Американского общества шведских инженеров (1976).
Шриффер является почетным доктором пяти университетов, членом американской Национальной академии наук (1971), Американской академии наук и искусств, Американского философского общества и Датской королевской академии наук и искусств.

## Основные публикации
Книги
- Bardeen J., Schrieffer J.R. Recent Developments in Superconductivity. — University of Illinois, 1960.
  - Русский перевод: Бардин Дж., Шриффер Дж. Новое в изучении сверхпроводимости. — М.: Физматгиз, 1962.
- Schrieffer J.R. Many-body theory. — Argonne National Laboratory, 1962.
- Schrieffer J.R. Theory of Superconductivity. — W.A. Benjamin, 1964.
  - Русский перевод: Шриффер Дж. Теория сверхпроводимости. — М.: Наука, 1970.
- Schrieffer J.R. Electronic structure of impurities in metals. — City College, 1969.
- Коэн М., Глэдстоун Г., Йенсен М., Шриффер Дж. Сверхпроводимость полупроводников и переходных металлов. — М.: Мир, 1972.
- Selected Papers of J. Robert Schrieffer: In Celebration of His 70th Birthday / ed. N.E. Bonesteel, L.P. Gor'kov. — World Scientific, 2002. — doi:10.1142/5030.

Основные статьи
- Bardeen J., Cooper L.N., Schrieffer J.R. Microscopic theory of superconductivity // Physical Review. — 1957. — Vol. 106. — P. 162-164. — doi:10.1103/PhysRev.106.162.
- Bardeen J., Cooper L.N., Schrieffer J.R. Theory of superconductivity // Physical Review. — 1957. — Vol. 108. — P. 1175-1204. — doi:10.1103/PhysRev.108.1175.
- Schrieffer J.R., Wolff P.A. Relation between the Anderson and Kondo Hamiltonians // Physical Review. — 1966. — Vol. 149. — P. 491-492. — doi:10.1103/PhysRev.149.491.
- Berk N.F., Schrieffer J.R. Effect of ferromagnetic spin correlations on superconductivity // Physical Review Letters. — 1966. — Vol. 17. — P. 433-435. — doi:10.1103/PhysRevLett.17.433.
- Krumhansl J.A., Schrieffer J.R. Dynamics and statistical mechanics of a one-dimensional model Hamiltonian for structural phase transitions // Physical Review B. — 1975. — Vol. 11. — P. 3535-3545. — doi:10.1103/PhysRevB.11.3535.
- Su W.P., Schrieffer J.R., Heeger A.J. Solitons in polyacetylene // Physical Review Letters. — 1979. — Vol. 42. — P. 1698-1701. — doi:10.1103/PhysRevLett.42.1698.
- Su W.P., Schrieffer J.R., Heeger A.J. Soliton excitations in polyacetylene // Physical Review B. — 1980. — Vol. 22. — P. 2099-2111. — doi:10.1103/PhysRevB.22.2099.
- Arovas D., Schrieffer J.R., Wilczek F. Fractional statistics and the quantum Hall effect // Physical Review Letters. — 1984. — Vol. 53. — P. 722-723. — doi:10.1103/PhysRevLett.53.722.
- Schrieffer J.R., Wen X.-G., Zhang S.-C. Spin-bag mechanism of high-temperature superconductivity // Physical Review Letters. — 1988. — Vol. 60. — P. 944-947. — doi:10.1103/PhysRevLett.60.944.
- Heeger A.J., Kivelson S., Schrieffer J.R., Su W.-P. Solitons in conducting polymers // Reviews of Modern Physics. — 1988. — Vol. 60. — P. 781-850. — doi:10.1103/RevModPhys.60.781.